# 北京市八宝山殡仪馆
39°54′36″N 116°14′03″E / 39.909883°N 116.234200°E

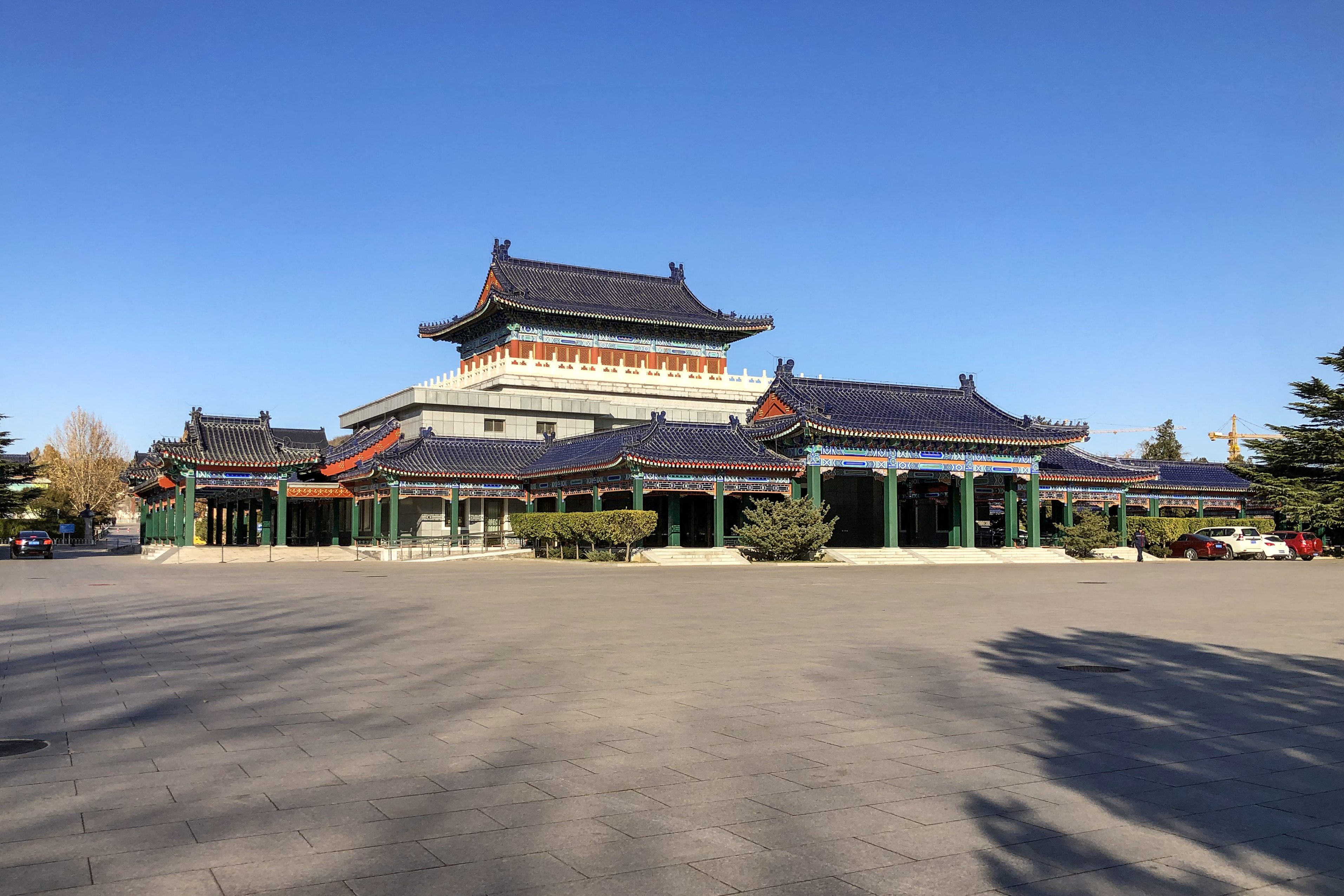
八宝山殡仪馆大礼堂

北京市八宝山殡仪馆是位于中国北京市石景山区石景山路9号的殡仪馆。

## 简介

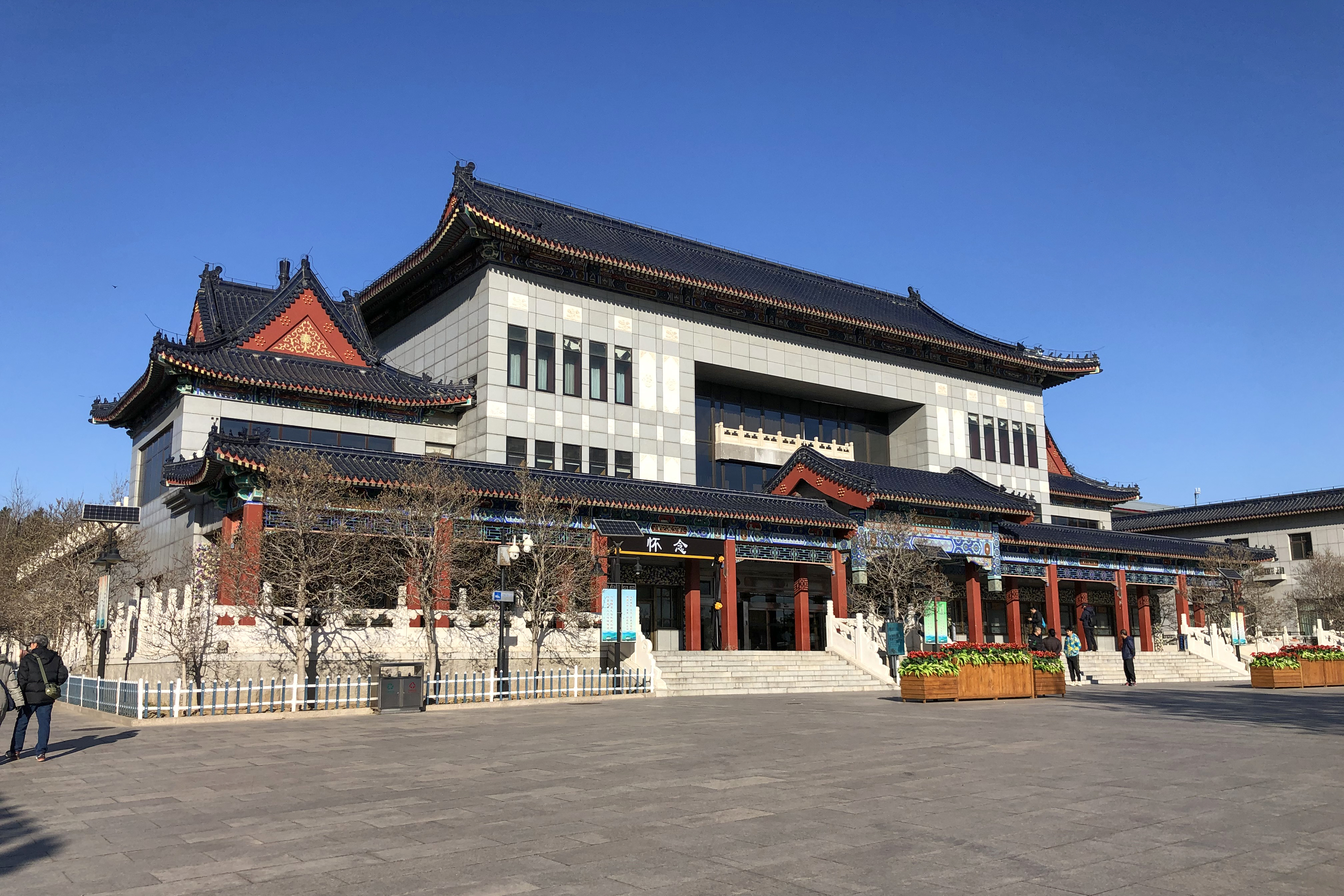
主仪式楼

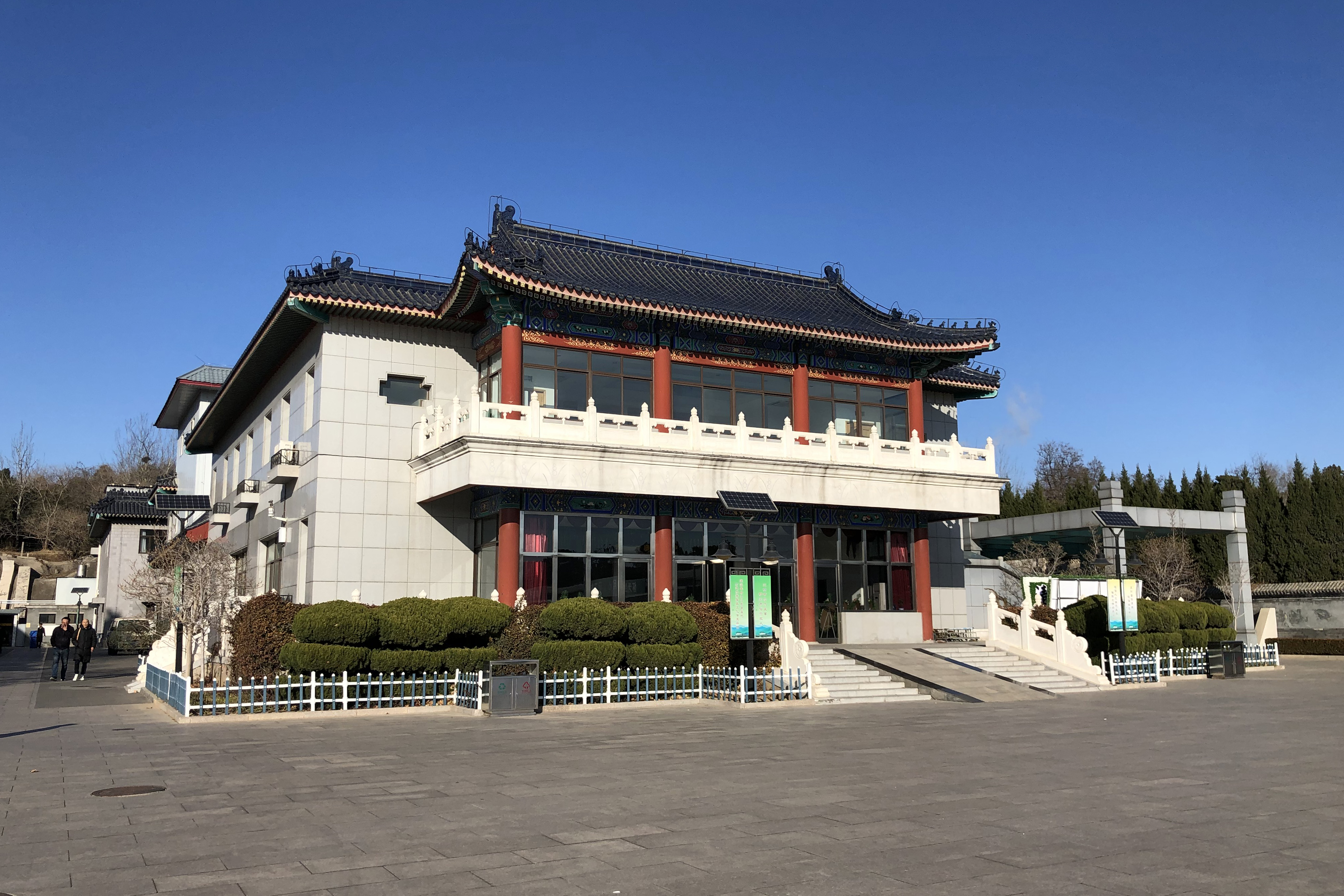
东礼堂

八宝山殡仪馆东邻八宝山革命公墓，西到上庄东街（与北方旧货交易市场隔街相望），北到八宝山脚下，南到石景山路。附近的八宝山人民公墓位于北方旧货交易市场以北，八宝山殡仪馆西北方向。八宝山殡仪馆下属的老山骨灰堂则位于北方旧货交易市场以西。
八宝山殡仪馆创建于1958年，是北京市历史上较早的殡仪馆之一。后来几经大规模建设及改造。八宝山殡仪馆是北京市规模最大、设施齐全的殡仪服务单位，为北京市民、已故党和国家领导人、海外华侨、外国人、港澳台人士提供殡仪服务。该殡仪馆连续多次获评为“首都精神文明单位”、“全国殡葬改革先进单位”、“北京市花园式单位”，2004年，被中华人民共和国民政部评为全国民政基层行风建设先进集体。
八宝山殡仪馆外事部，即中国国际运尸网络服务中心北京办事处，是1984年经中华人民共和国民政部所属的中国殡葬协会国际运尸网络服务中心批准成立，为北京地区唯一一家承办外国人殡仪事宜的涉外专业服务机构。

## 主要建筑有
- 大礼堂：位于八宝山殡仪馆内南侧，为北京市建设规格最高的治丧场所。其址原为八宝山殡仪馆第一告别室。2008年，第一告别室被拆除，在原址兴建大礼堂。[4]
- 主仪式楼：位于八宝山殡仪馆内北侧，大礼堂以北。主仪式楼于2001年建成并投入使用。主仪式楼总建筑面积3000余平方米，共有5层（地上4层，地下1层），地上1至3层是12个正式告别室和6个临时告别室，地上4层是设备和办公区，地下1层是冷藏区。[4][5]
- 告别厅（东礼堂）：位于主仪式楼东侧。[4]
- 取灰处：位于告别厅南侧，承接个性化遗体告别服务。其址原为八宝山殡仪馆第二告别室。
- 业务厅：位于主仪式楼西侧。业务厅的南侧还有另一座业务厅。
- 西北门：位于主仪式楼西侧，业务厅西北。是灵车通道。
- 办公楼：位于大礼堂南侧。与大礼堂中间隔有夹道。
- 西门、东门：办公楼和大礼堂之间有一条夹道。夹道东、西两端均有门，东门通往八宝山革命公墓，西门通往上庄东街。
- 车队：位于办公楼以南，是殡仪馆车队的所在地。车队在西侧开有大门，通往上庄东街。
- 停车场：一座位于主仪式楼和大礼堂之间，另一座位于办公楼以北，夹道以南。

## 老山骨灰堂
老山骨灰堂位于北京市石景山区石景山路甲17号，隶属于八宝山殡仪馆，是北京的大型骨灰临时寄存场所。老山骨灰堂最多时曾存放四、五万份骨灰，到2011年，该骨灰堂寄存的骨灰已经减至1万份。2010年，老山骨灰堂启动了第一期改造工程，2011年竣工，完成了上部堂室骨灰寄存架的加固及内部装修。2011年，老山骨灰堂第二期改造工程启动，对下部堂室进行改造，2011年年内完工。经过此次改造，在保证安全的条件下，老山骨灰堂的最高容量为1.5万份骨灰，并且实现了“电子取灰”。
老山骨灰堂设在一座小山上。这座小山位于老山（老山城市休闲公园）以南（两山之间隔有老山南路及大片平地），石景山路北侧，老山东小街东侧，正南方向正对鲁谷大街。老山骨灰堂原为侵华日军安放骨灰的“忠灵塔”，建于抗日战争时期。抗日战争胜利后，改为张自忠纪念堂（忠烈祠）。中华人民共和国时期，改为老山骨灰堂。如今，原忠烈祠内前殿后方塔无存，其他建筑尚存。忠烈祠是石景山区普查登记文物。